# Bom Sucesso (Paraíba)
Pour les articles homonymes, voir Bom Sucesso.
Bom Sucesso est une ville brésilienne du nord-ouest de l'État de la Paraíba.
Sa population était estimée à 5 152 habitants en 2007. La municipalité s'étend sur 184 km2.